# Spülmaschinenlachs

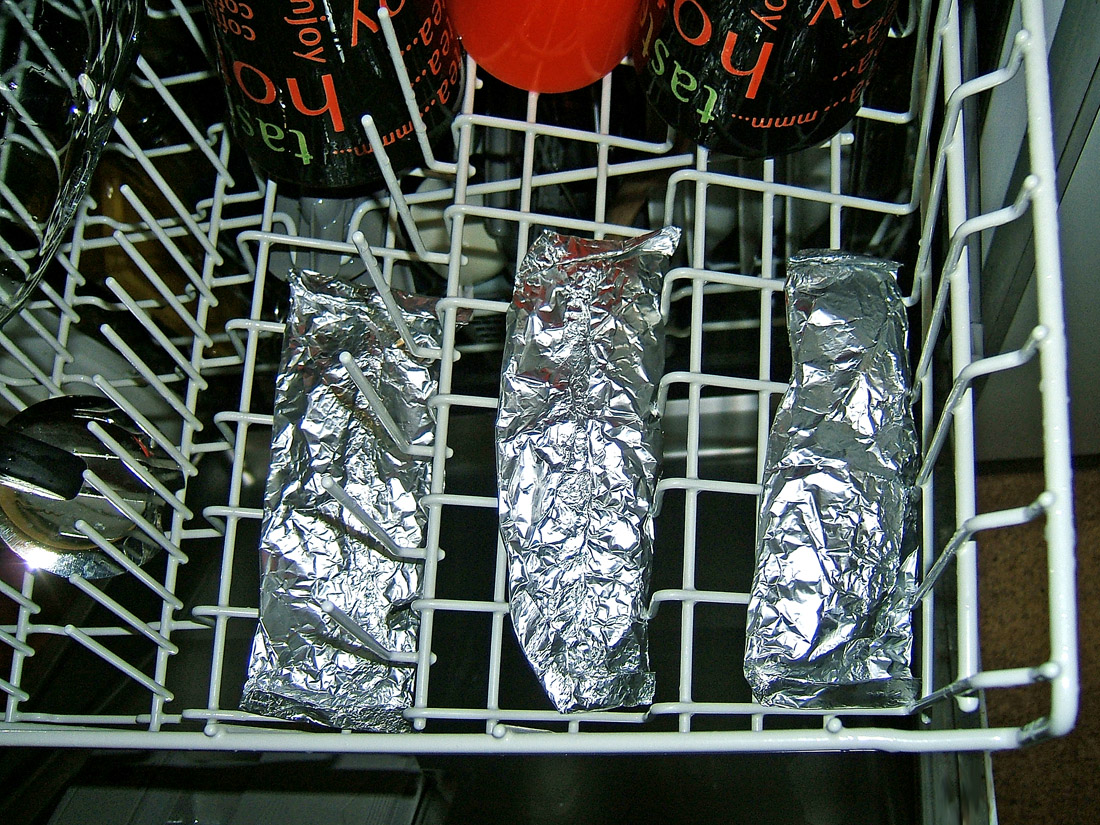
Spülmaschinenlachs

Spülmaschinenlachs (Dishwasher salmon) ist ein US-amerikanisches Gericht, das mit Hilfe einer im Haushalt üblichen Spülmaschine zubereitet wird. Der Lachs wird dabei in einem engen Temperaturbereich von 50 bis 60 Grad Celsius pochiert.

## Geschichte
Der erste Hinweis auf das Gericht findet sich auf einer Fotografie aus dem Jahr 1970. Am 21. November 1975 kochte der Schauspieler Vincent Price zusammen mit Johnny Carson in der US-amerikanischen Late-Night-Show The Tonight Show in einer bereitgestellten Spülmaschine Lachs. Nick Connellan meint in der Publikation Broadsheet, Spülmaschinenlachs sei eine amerikanische Erfindung der Nachkriegszeit, als Haushaltsgeräte immer mehr Einzug in das Leben hielten. Rezepte für Spülmaschinenlachs finden sich spätestens in nordamerikanischen Kochbüchern der 1980er Jahre, beispielsweise im Bear soup and Salmon Mousse-Kochbuch aus Alaska. 2002 wurde in der kanadischen Kochshow The Surreal Gourmet Spülmaschinenlachs zubereitet, wodurch das Gericht größere Bekanntheit erlangte.
Das Gericht wurde in Medien aus dem englischsprachigen Raum veröffentlicht, wie 1999 im amerikanischen Wall Street Journal  und 2008 auf BBC Radio Solent, dem lokalen Radiosender des BBC für Hampshire, Dorset und die Isle of Wight. Im deutschsprachigen Raum erfreut sich das Gericht ebenso einer wachsenden Popularität.

## Zubereitung
Der Lachs wird zunächst möglichst dicht in Alufolie verpackt oder vakuumiert. Danach wird jeweils ein Programm in der Spülmaschine eingestellt, das Temperaturen von etwa 40 Grad Celsius zum moderaten Garen oder 50 bis 60 Grad Celsius zum Pochieren herstellt. Teilweise werden auch Temperaturen bis zu 80 Grad Celsius empfohlen. Geschirr kann währenddessen ebenso gespült werden, wenn das Lebensmittel dicht genug verpackt ist. Auch Beilagen wie Gemüse oder Gewürze können zusammen mit dem Lachs zubereitet werden. Der Vorgang gleicht dem der Zubereitung von ähnlichen Gerichten mittels Sous-vide-Garen. Andere raten hingegen dazu, das Gericht nur ohne Geschirr und ohne Spülmittel in der Spülmaschine zuzubereiten.
Ein Vorteil der Zubereitungsart ist die Energieersparnis, wenn der Lachs parallel zum Spülgang zubereitet wird. Das Gericht wird als sehr gesund eingestuft und die Kochweise als schonend, weil der Fisch langsam in Wasser gegart wird.
Nachteilig ist das mögliche Übergehen von Schadstoffen aus dem Vakuumbeutel auf den Lachs oder das Eindringen von Spülmittel. Außerdem wird bei der Herstellung der Aluminiumfolie viel Energie verbraucht.